# أشلي نايلور (لاعب إسكواش)
أشلي نايلور (بالإنجليزية: Ashley Naylor)‏ هو لاعب إسكواش بريطاني، ولد في 23 أغسطس 1960.

## وصلات خارجية
- أشلي نايلور على موقع SquashInfo.com (الإنجليزية)